# Thrillville: Fuori dai binari
Thrillville: Fuori dai binari (Thrillville: Off the Rails) è un videogioco manageriale prodotto da LucasArts e sviluppato da Frontier Developments per diversi formati, sia portatili che domestici. Seguito di Thrillville, nel gioco si deve gestire un luna park.
La versione Xbox 360 di Thrillville: Off the Rails è stata resa retrocompatibile su Xbox One e Xbox Series X/S il 15 novembre 2021.
La versione per PlayStation Portable è stata resa disponibile su PlayStation Store per PlayStation 4 e PlayStation 5 il 19 dicembre 2023.

## Trama
Lo zio del protagonista, Mortimer, si complimenta con il giocatore per aver trasformato Thrillville in uno dei migliori parchi tematici del mondo e per aver eliminato Globo-Joy come concorrente nel primo gioco. Tuttavia, lo avvisa che Globo-Joy e il suo presidente, Vernon Garrison, potrebbero cercare vendetta.  
Successivamente, si scopre che Globo-Joy ha sabotato i vari parchi di Thrillville. Tra le azioni compiute ci sono la manipolazione dei critici per pubblicare recensioni negative su Thrillville Stunts, l'invio di robot per accedere gratuitamente alle attrazioni in Thrillville Otherworlds, l'ipnotizzazione dei visitatori in Thrillville Giant, e l'uso di dipendenti insoddisfatti per danneggiare Thrillville Explorer. Inoltre, emerge che un infiltrato di Globo-Joy si è introdotto tra i dipendenti di Thrillville per rubare idee da utilizzare a vantaggio dell'azienda rivale.  
Dopo alcune indagini, il giocatore scopre che la spia è Vernon Garrison Jr., figlio del presidente di Globo-Joy, che si finge un visitatore sotto il nome di Tim Twinklefingers. Il protagonista affronta Garrison Jr. in una sfida al minigioco "Robo KO", un gioco di combattimento in stile picchiaduro con robot. Una volta sconfitto, Garrison Jr. viene licenziato, allontanato da Thrillville e rispedito a casa, nonostante prometta vendetta.

## Modalità di gioco
Il giocatore assume il ruolo di gestore dei parchi tematici di Thrillville. Come nel gioco originale, il giocatore può costruire e rimuovere attrazioni e strutture, tra cui giostre, chioschi di cibo e bevande, bagni e giochi. 
Il titolo include inoltre una serie di minigiochi, giocabili sia all'interno del parco sia nella modalità "Party Play". Un'altra caratteristica distintiva è la possibilità di progettare, modificare e provare le proprie montagne russe in ciascun parco.

## Accoglienza
Thrillville: Off The Rails ha ricevuto recensioni "miste o medie" su tutte le piattaforme, secondo il sito di aggregazione di recensioni Metacritic.
Molti critici hanno apprezzato l'aggiunta dei minigiochi, considerandoli un elemento positivo, in particolare per la modalità multigiocatore. Tuttavia, il gioco è stato criticato per la qualità grafica mediocre, inclusa nelle versioni per PC e Xbox 360. Alcuni recensori hanno inoltre evidenziato una certa ripetitività nel gameplay.

## Colonna sonora
- Smile di Lily Allen
- We Used to Be Friends dei Dandy Warhols